# Habanera
A habanera (vagy habanéra  a kubai zene egyik legősibb tartóoszlopa, egyben egy táncfajta is. A kubai táncok közül elsőként az habanera vált a világon ismertté. A 19. század közepén fejlődött ki a contradanza nevű táncból, amelyet az 1791-es haiti rabszolgafelkelés elől Kubába menekülő franciák hoztak magukkal. Sebastian Yradier spanyol zeneszerző La Paloma című dala nagy sikert ért el Spanyolországban és Mexikóban. A műfaj világszerte ismertté válásában is kiemelkedő a szerepe ennek a dalnak. Minden társadalmi réteg körében ismert volt, de az angol és francia szalonokban különleges népszerűségre tett szert. Jules Massenet egyik operájában, az 1885-ös El Cid-ben is szerepel ez a jól megalapozott spanyol tánc balettzeneként. Bizet Carmenjében a címszereplő is habanera áriát énekel.

A habanera Bizet Carmenjében